# Андерсон, Иэн (бейсболист)
Иэн Теодор Андерсон (англ. Ian Theodore Anderson; 2 мая 1998, Рексфорд, Нью-Йорк) — американский бейсболист, питчер клуба Главной лиги бейсбола «Атланта Брэйвз». Победитель Мировой серии 2021 года. Победитель Кубка мира по бейсболу в возрастной категории до 18 лет. На драфте 2016 года был выбран под общим третьим номером.

## Биография
Иэн Андерсон родился 2 мая 1998 года в Рексфорде в штате Нью-Йорк. Он учился в старшей школе Шенендехова в Клифтон-Парке. В 2015 году в составе национальной сборной США Андерсон выиграл Кубок мира в возрастной категории до 18 лет, проходивший в Японии. После окончания школы он намеревался поступать в Университет Вандербильта. Летом 2016 года на драфте Главной лиги бейсбола клуб «Атланта Брэйвз» выбрал его под общим третьим номером. Контракт с клубом Андерсон подписал 25 июня, получив бонус в размере 4 млн долларов.
Профессиональную карьеру он начал в фарм-клубе «Брэйвз» в Лиге Галф-Кост, сыграв 18 иннингов без пропущенных очков в пяти матчах. Затем Андерсона перевели на уровень выше, чемпионат он завершил в составе «Данвилл Брэйвз», где играл с пропускаемостью 3,74. Сезон 2017 года он провёл в составе «Ром Брэйвз». В 2018 году Андерсон сыграл 119 иннингов за команды A- и AA-лиг, пропустив 87 хитов при 142 сделанных страйкаутах. Его показатель пропускаемости составил 2,49. В сезоне 2019 года он суммарно провёл 26 матчей на уровнях AA- и AAA-лиг, показав пропускаемость 3,38. По итогам года Андерсон занял третье место в рейтинге лучших молодых игроков фарм-системы «Атланты». В составе «Миссисипи Брэйвз» он сыграл комбинированный ноу-хиттер, а также повторил клубный рекорд, сделав 14 страйкаутов в одном матче.
В Главной лиге бейсбола Андерсон дебютировал в августе 2020 года. В последний месяц чемпионата он сыграл в шести матчах, ещё четыре игры провёл в плей-офф. В сезоне 2021 года он одержал девять побед при девяти поражениях с пропускаемостью 3,58. В плей-офф Андерсон выходил в стартовом составе команды в четырёх играх. В третьем матче победной для «Атланты» Мировой серии он отыграл пять иннингов без пропущенных хитов и одержал победу. Суммарно в своих первых восьми играх в плей-офф он записал на свой счёт четыре победы, а показатель пропускаемости 1,26 на этом отрезке стал вторым в истории с 1913 года.